# Maria Carolina von Savoyen

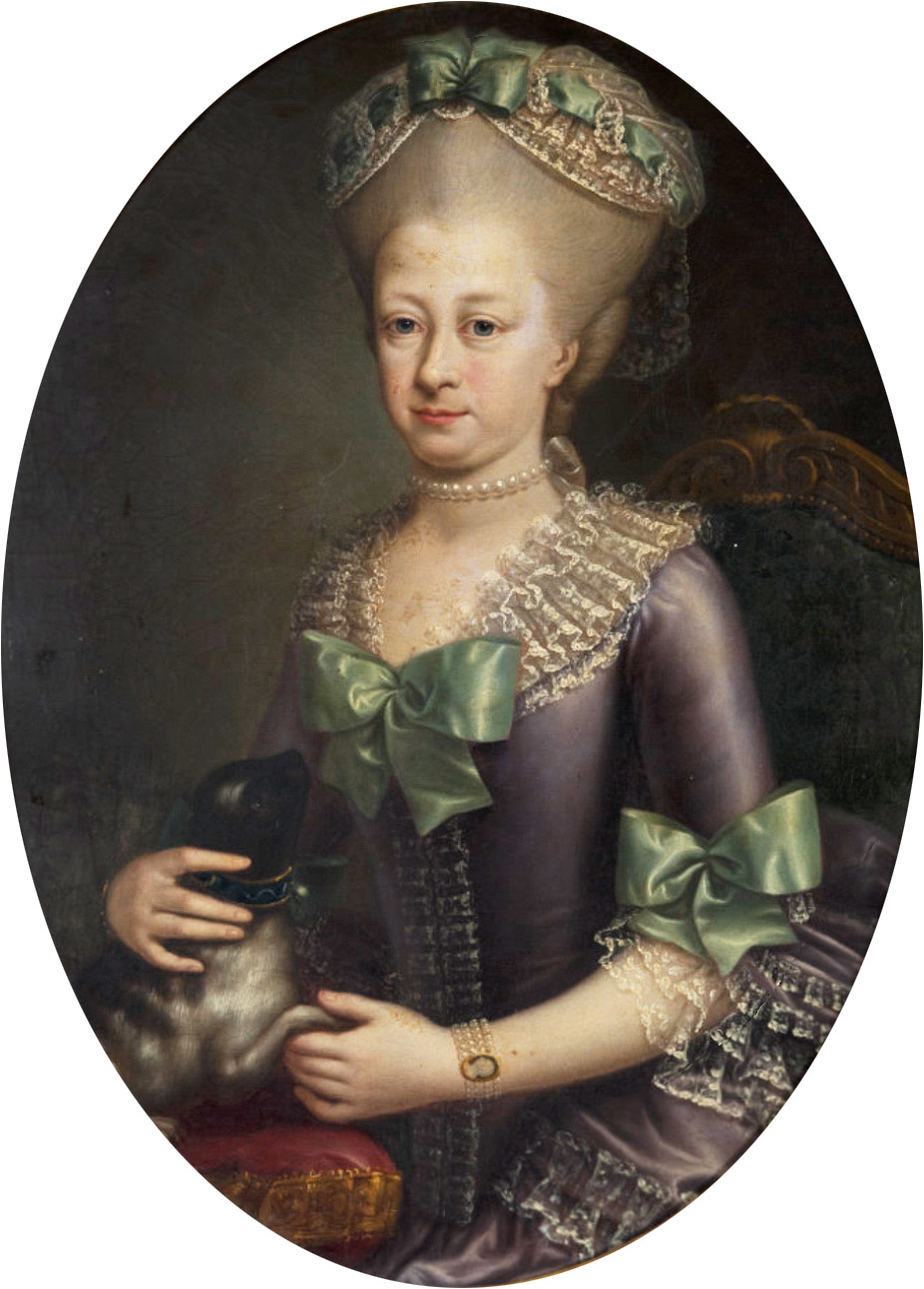
Zeitgenössisches Porträt Maria Carolinas von Savoyen

Maria Carolina von Savoyen (auch Maria Carolina von Sardinien, italienisch Maria Carolina Antonietta Adelaide di Savoia; * 17. Januar 1764 in Turin; † 28. Dezember 1782 in Dresden) war eine Prinzessin von Sardinien aus dem Haus Savoyen und durch Heirat Prinzessin von Sachsen.

## Leben
Maria Carolina kam als zehntes Kind und jüngste Tochter des Königs Viktor Amadeus III. von Sardinien-Piemont und dessen Frau Maria Antonia von Spanien im königlichen Palast von Turin zur Welt. Gemeinsam mit ihren beiden jüngeren Brüdern Karl Felix und Giuseppe Benedetto wuchs sie in der Obhut ihrer Erzieherin, der Gräfin Radicati, auf.
Im Beisein der gesamten königlichen Familie wurde sie am 29. September 1781 um 4 Uhr nachmittags in der Kapelle des Castello di Moncalieri per procurationem mit dem kursächsischen Prinzen und späteren König Anton I. verheiratet. Der Bräutigam wurde bei der Zeremonie vom ältesten Bruder der Braut, Karl Emanuel, vertreten. Neben vielen Mitgliedern des sardischen Hofes und hochgestellten Geistlichen war auch Camillo Marcolini in seiner Eigenschaft als sächsischer Sonderbotschafter bei der Zeremonie anwesend. Am darauffolgenden Tag verließ Maria Carolina Turin in Richtung Sachsen. Ihre Familie begleitete sie noch bis Vercelli, denn es fiel der Prinzessin überaus schwer, sich von ihren Verwandten zu trennen. Von Vercelli ging ihre Reise über Mailand, Roveredo in der Schweiz und dem österreichischen Innsbruck nach Augsburg, wo die Reisegesellschaft am 14. Oktober eintraf. Dort übergaben zwei ihrer Begleiter die Prinzessin offiziell an Camillo Marcolini als Vertreter des kursächsischen Hofes.
Am 24. Oktober 1781 traf Maria Carolina um 11 Uhr morgens schlussendlich in Dresden ein, wo sie ihren Ehemann, den Thronfolger, das erste Mal persönlich traf. Noch am gleichen Abend fand abends um 6 Uhr die feierliche Eheschließung der Brautleute in der Katholischen Hofkirche statt. Dieser folgten mehrtägige Festlichkeiten, darunter Hofbälle und Opernaufführungen, die bis zum 28. Oktober dauerten.
Bereits ein Jahr nach der Vermählung starb die Prinzessin am 28. Dezember 1782 im Alter von nur 18 Jahren an den Folgen einer Pockenerkrankung, ohne Kinder zu hinterlassen. Sie wurde in der Großen Wettiner-Gruft der Katholischen Hofkirche in Dresden beigesetzt.
Aus ihrer Feder wurde vor Kurzem die Arie Per costume o mio bel Nume entdeckt, die sie als hochgebildete Komponistin ausweist. Es wird vermutet, dass sie mit den Musikern der Dresdner Hofkapelle oder auch mit Maria Antonia Walpurgis von Sachsen in Austausch stand.